# Krzysztof Bucki

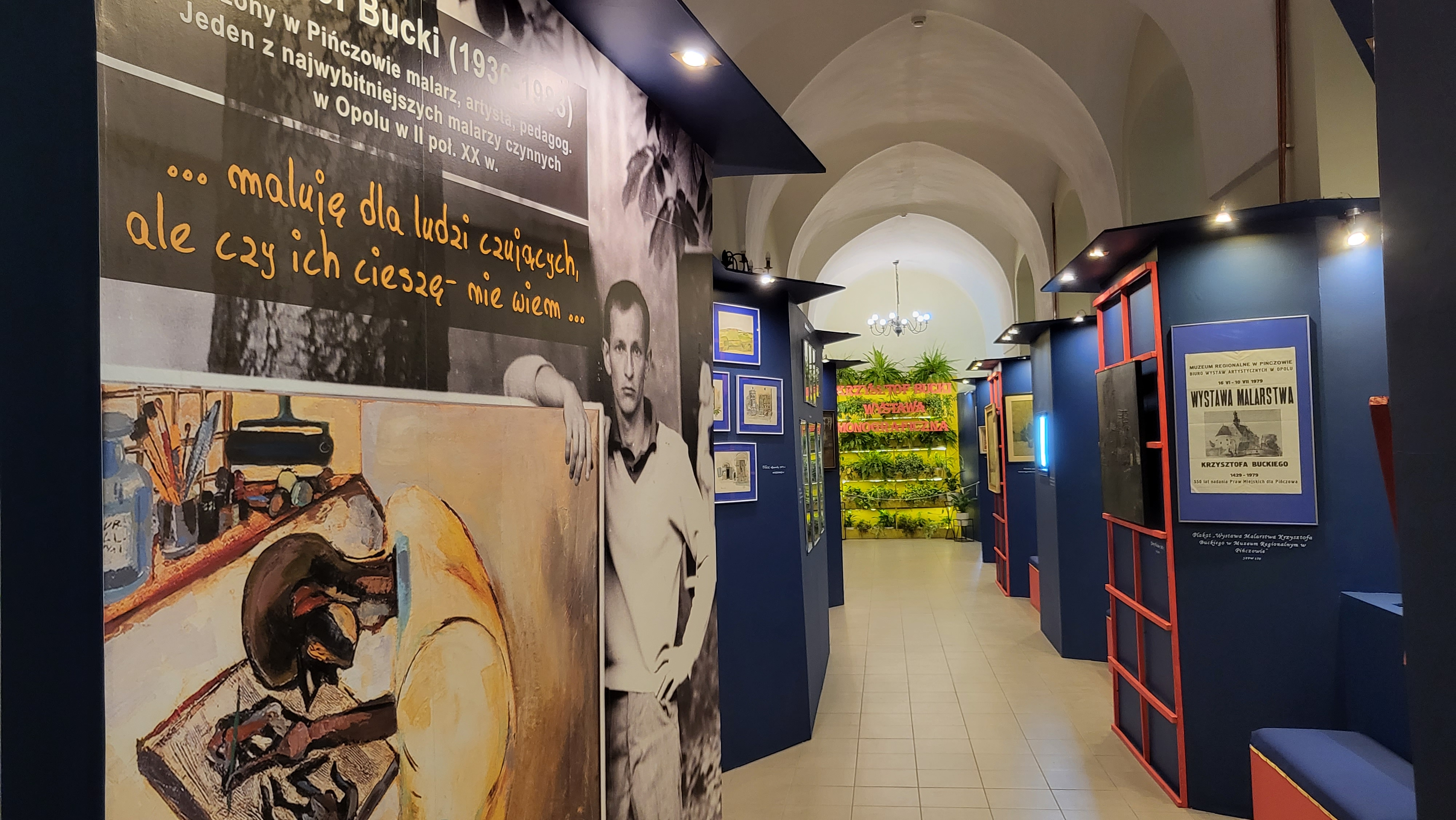
Wystawa monograficzna K. Buckiego w Pińczowie

Krzysztof Bucki (ur. 10 kwietnia 1936 w Pińczowie, zm. 5 lutego 1983 w Opolu) – polski malarz.

## Życiorys
W latach 1953–1959 studiował w Akademii Sztuk Pięknych w Krakowie, był uczniem Jana Świderskiego i Wacława Taranczewskiego. W latach 1961–1970 pracował jako nauczyciel w Państwowym Liceum Sztuk Plastycznych w Opolu, w latach 1974-1976 w Zakładzie Wychowania Plastycznego, w cieszyńskiej filii Uniwersytetu Śląskiego. Uczestniczył w kilkudziesięciu wystawach indywidualnych i zespołowych, w Polsce i za granicą.
W 1974 został laureatem Nagrody im. Jana Cybisa.
W 2003 roku na ścianie domu przy ul. Krakowskiej 7 w Opolu, w którym mieszkał artysta, odsłonięto tablicę pamiątkową z inicjatywy okręgu opolskiego Związku Polskich Artystów Plastyków oraz Muzeum Śląska Opolskiego w Opolu.